# セルジ・ブルゲラ
セルジ・ブルゲラ・イ・トルネール（Sergi Bruguera i Torner, 1971年1月16日 - ）は、スペイン・カタルーニャ州バルセロナ出身の元男子プロテニス選手。1993年・1994年全仏オープンで大会2連覇を達成した選手である。肘を伸ばした独特のフォームから繰り出す強烈なトップスピンのボールで相手のミスを誘うプレースタイルを特徴とし、主にクレーコートで活躍した。シングルス自己最高ランキングは3位。ATPツアーでシングルス14勝、ダブルス3勝を挙げる。身長187cm、体重75kg。右利き、バックハンド・ストロークは両手打ち。
現在はリシャール・ガスケのコーチを務めている。

## 選手経歴
1988年にプロ入り。1993年全仏オープンで初優勝した時は、決勝で大会3連覇を目指した第2シードのジム・クーリエを6-4, 2-6, 6-2, 3-6, 6-3のフルセットで下した。1994年全仏オープン決勝では、当時20歳だった同じスペインのアルベルト・ベラサテギを6-3, 7-5, 2-6, 6-1で破っている。ブルゲラとベラサテギは、テニス4大大会史上初の「スペイン対決の決勝」を実現させ、大会会場にはスペイン国王のフアン・カルロス1世も観戦に訪れた。しかし1995年全仏オープンでは準決勝で1989年の優勝者マイケル・チャンに4-6, 6-7, 6-7のストレートで敗れ、3連覇はならなかった。
1996年アトランタ五輪男子シングルスでは決勝でアンドレ・アガシに2-6, 3-6, 1-6で敗れ、銀メダルを獲得した。1997年に3年ぶり3度目の全仏オープン決勝に進出した時は、世界ランキング66位のノーシードから勝ち上がったグスタボ・クエルテンに3-6, 4-6, 2-6で完敗して準優勝に終わっている。全仏オープン以外のブルゲラの4大大会シングルス成績は、いずれも4回戦進出が自己最高成績であった。
2002年7月に31歳で現役を引退した後は、ATPチャンピオンズツアーに参戦する傍ら、現役時代のコーチでもあった父親ルイス・ブルゲラの設立したテニス・アカデミーにおいて、父とともに監督を務めている。

## ATPツアー決勝進出結果

### シングルス: 35回 (14勝21敗)
| 大会グレード                                  |
| グランドスラム (2-1)                          |
| オリンピック (0-1)                            |
| テニス・マスターズ・カップ (0-0)              |
| ATPマスターズシリーズ (2-3)                   |
| ATPインターナショナルシリーズ・ゴールド (0-4) |
| ATPインターナショナルシリーズ (10–12)         |

| サーフェス別タイトル |
| ハード (1–3)         |
| クレー (13-16)       |
| 芝 (0-0)             |
| カーペット (0-2)     |

| 結果   | No. | 決勝日         | 大会           | サーフェス        | 対戦相手                     | スコア                       |
| ------ | --- | -------------- | -------------- | ----------------- | ---------------------------- | ---------------------------- |
| 準優勝 | 1.  | 1990年7月15日  | グシュタード   | クレー            | マルティン・ハイテ           | 3–6, 7–6(7–5), 2–6, 2–6      |
| 準優勝 | 2.  | 1990年9月16日  | ジュネーヴ     | クレー            | ホルスト・スコッフ           | 6–7(8–10), 6–7(4–7)          |
| 優勝   | 1.  | 1991年4月7日   | エストリル     | クレー            | カレル・ノバチェク           | 7–6(9–7), 6–1                |
| 準優勝 | 3.  | 1991年4月14日  | バルセロナ     | クレー            | エミリオ・サンチェス         | 4–6, 6–7(7–9), 2–6           |
| 優勝   | 2.  | 1991年4月28日  | モンテカルロ   | クレー            | ボリス・ベッカー             | 5–7, 6–4, 7–6(8–6), 7–6(7–4) |
| 準優勝 | 4.  | 1991年7月14日  | グシュタード   | クレー            | エミリオ・サンチェス         | 1–6, 4–6, 4–6                |
| 優勝   | 3.  | 1991年10月6日  | アテネ         | クレー            | ホルディ・アレッセ           | 7–5, 6–3                     |
| 準優勝 | 5.  | 1992年4月5日   | エストリル     | クレー            | カルロス・コスタ             | 6–4, 2–6, 2–6                |
| 優勝   | 4.  | 1992年5月3日   | マドリード     | クレー            | カルロス・コスタ             | 7–6(8–6), 6–2, 6–2           |
| 優勝   | 5.  | 1992年7月12日  | グシュタード   | クレー            | フランシスコ・クラベット     | 6–1, 6–4                     |
| 準優勝 | 6.  | 1992年9月20日  | ボルドー       | クレー            | アンドレイ・メドベデフ       | 3–6, 6–1, 2–6                |
| 優勝   | 6.  | 1992年10月4日  | パレルモ       | クレー            | エミリオ・サンチェス         | 6–1, 6–3                     |
| 準優勝 | 7.  | 1992年10月11日 | アテネ         | クレー            | ホルディ・アレッセ           | 5–7, 0–3 途中棄権            |
| 準優勝 | 8.  | 1993年2月14日  | ミラノ         | カーペット (室内) | ボリス・ベッカー             | 3–6, 3–6                     |
| 準優勝 | 9.  | 1993年4月11日  | バルセロナ     | クレー            | アンドレイ・メドベデフ       | 7–6(9–7), 3–6, 5–7, 4–6      |
| 優勝   | 7.  | 1993年4月25日  | モンテカルロ   | クレー            | セドリック・ピオリーン       | 7–6(7–2), 6–0                |
| 準優勝 | 10. | 1993年5月2日   | マドリード     | クレー            | ステファン・エドベリ         | 3–6, 3–6, 2–6                |
| 優勝   | 8.  | 1993年6月6日   | 全仏オープン   | クレー            | ジム・クーリエ               | 6–4, 2–6, 6–2, 3–6, 6–3      |
| 優勝   | 9.  | 1993年7月11日  | グシュタード   | クレー            | カレル・ノバチェク           | 6–3, 6–4                     |
| 優勝   | 10. | 1993年8月8日   | プラハ         | クレー            | アンドレイ・チェスノコフ     | 7–5, 6–4                     |
| 優勝   | 11. | 1993年9月19日  | ボルドー       | ハード            | ディエゴ・ナルジーソ         | 7–5, 6–2                     |
| 準優勝 | 11. | 1993年10月3日  | パレルモ       | クレー            | トーマス・ムスター           | 6–7(2–7), 5–7                |
| 準優勝 | 12. | 1994年2月6日   | ドバイ         | ハード            | マグヌス・グスタフソン       | 4–6, 2–6                     |
| 準優勝 | 13. | 1994年4月24日  | モンテカルロ   | クレー            | アンドレイ・メドベデフ       | 5–7, 1–6, 3–6                |
| 準優勝 | 14. | 1994年5月1日   | マドリード     | クレー            | トーマス・ムスター           | 2–6, 6–3, 4–6, 5–7           |
| 優勝   | 12. | 1994年6月5日   | 全仏オープン   | クレー            | アルベルト・ベラサテギ       | 6–3, 7–5, 2–6, 6–1           |
| 優勝   | 13. | 1994年7月10日  | グシュタード   | クレー            | ギー・フォルジェ             | 3–6, 7–5, 6–2, 6–1           |
| 優勝   | 14. | 1994年8月7日   | プラハ         | クレー            | アンドレイ・メドベデフ       | 6–3, 6–4                     |
| 準優勝 | 15. | 1995年3月21日  | ローマ         | クレー            | トーマス・ムスター           | 6–3, 6–7(5–7), 2–6, 3–6      |
| 準優勝 | 16. | 1996年7月28日  | アトランタ五輪 | ハード            | アンドレ・アガシ             | 2–6, 3–6, 1–6                |
| 準優勝 | 17. | 1997年3月2日   | ミラノ         | カーペット (室内) | ゴラン・イワニセビッチ       | 2–6, 2–6                     |
| 準優勝 | 18. | 1997年3月23日  | マイアミ       | ハード            | トーマス・ムスター           | 6–7(6–8), 3–6, 1–6           |
| 準優勝 | 19. | 1997年6月8日   | 全仏オープン   | クレー            | グスタボ・クエルテン         | 3–6, 4–6, 2–6                |
| 準優勝 | 20. | 1997年7月27日  | ウマグ         | クレー            | フェリックス・マンティーリャ | 6–3, 7–5                     |
| 準優勝 | 21. | 2000年7月30日  | サンマリノ     | クレー            | アレックス・カラトラバ       | 7–6(9–7), 1–6, 6–4           |

### ダブルス: 3回 (3勝0敗)
| 結果 | No. | 決勝日        | 大会         | サーフェス | パートナー                 | 対戦相手                                  | スコア        |
| ---- | --- | ------------- | ------------ | ---------- | -------------------------- | ----------------------------------------- | ------------- |
| 優勝 | 1.  | 1990年5月13日 | ハンブルク   | クレー     | ジム・クーリエ             | ウド・リグレフスキ ミヒャエル・シュティヒ | 7–6, 6–2      |
| 優勝 | 2.  | 1990年6月17日 | フィレンツェ | クレー     | オラシオ・デ・ラ・ペーニャ | ルイス・マタル ディエゴ・ペレス           | 3–6, 6–3, 6–4 |
| 優勝 | 3.  | 1991年9月15日 | ジュネーヴ   | クレー     | マルク・ロセ               | ペール・ヘンリクソン オラ・ヨンソン       | 3–6, 6–3, 6–2 |

## 4大大会優勝
- 全仏オープン：2勝（1993,1994年）

| 年     | 大会         | 対戦相手               | 試合結果                |
| ------ | ------------ | ---------------------- | ----------------------- |
| 1993年 | 全仏オープン | ジム・クーリエ         | 6-4, 2-6, 6-2, 3-6, 6-3 |
| 1994年 | 全仏オープン | アルベルト・ベラサテギ | 6-3, 7-5, 2-6, 6-1      |

## 4大大会シングルス成績
略語の説明
| W | F | SF | QF | #R | RR | Q# | LQ | A | Z# | PO | G | S | B | NMS | P | NH |

W=優勝, F=準優勝, SF=ベスト4, QF=ベスト8, #R=#回戦敗退, RR=ラウンドロビン敗退, Q#=予選#回戦敗退, LQ=予選敗退, A=大会不参加, Z#=デビスカップ/BJKカップ地域ゾーン, PO=デビスカップ/BJKカッププレーオフ, G=オリンピック金メダル, S=オリンピック銀メダル, B=オリンピック銅メダル, NMS=マスターズシリーズから降格, P=開催延期, NH=開催なし.
| 大会           | 1989 | 1990 | 1991 | 1992 | 1993 | 1994 | 1995 | 1996 | 1997 | 1998 | 1999 | 2000 | 2001 | 通算成績 |
| -------------- | ---- | ---- | ---- | ---- | ---- | ---- | ---- | ---- | ---- | ---- | ---- | ---- | ---- | -------- |
| 全豪オープン   | A    | 2R   | 1R   | A    | 4R   | A    | A    | A    | 3R   | 1R   | A    | A    | 1R   | 6–6      |
| 全仏オープン   | 4R   | 2R   | 2R   | 1R   | W    | W    | SF   | 2R   | F    | 1R   | A    | 1R   | 2R   | 32–10    |
| ウィンブルドン | 1R   | 2R   | A    | A    | A    | 4R   | A    | A    | A    | A    | A    | A    | 1R   | 4–4      |
| 全米オープン   | 1R   | 2R   | 2R   | 2R   | 1R   | 4R   | 2R   | 3R   | 4R   | 2R   | A    | A    | 1R   | 13–11    |